# Hrvatske Željeznice

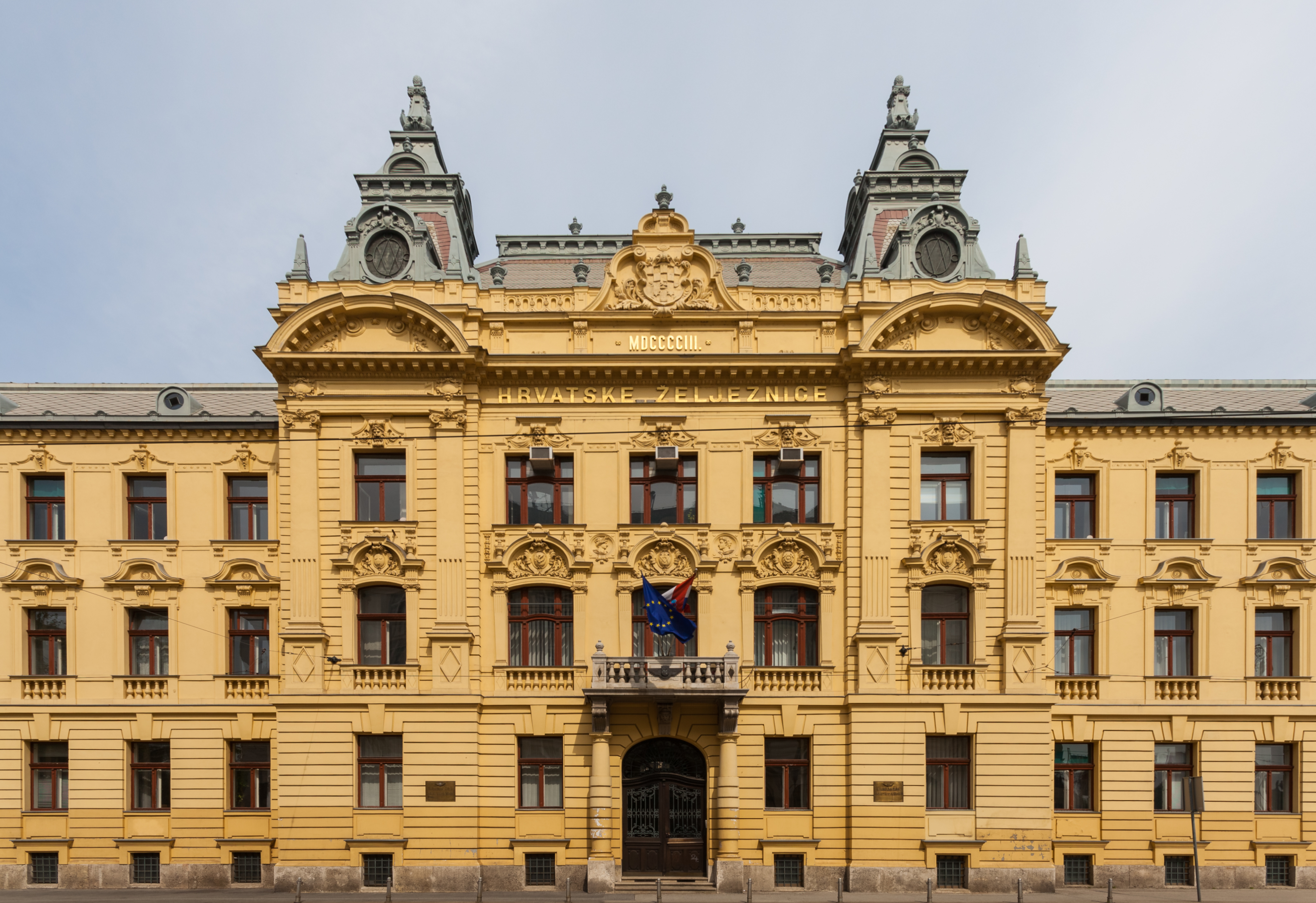
Sede del organismo en Zagreb.

Hrvatske željeznice (en castellano: «Ferrocarriles Croatas», abreviado HŽ) es la empresa estatal de transporte ferroviario de Croacia, la compañía ferroviaria más grande del país, fundada en 1991 tras la disolución de Yugoslavia y de Ferrocarriles Yugoslavos. La sede de la empresa se encuentra en la capital, Zagreb.
La red ferroviaria croata consta de 2 974 km de vías (de los cuales 248 km es doble vía) y 1 228 km de vía, o 41.3% de la red, está electrificada. HŽ es miembro de la Unión Internacional de Ferrocarriles (UIC) y su código es 78.